# 梁在廈
梁 在廈（ヤン・ジェハ、朝鮮語: 양재하、1906年7月6日 - 1966年3月19日）は、日本統治時代の朝鮮および大韓民国のジャーナリスト、編集者、政治家。第2代韓国国会議員。
本貫は南原梁氏、号は建初（コンチョ、건초）。漢字表記は梁在厦とも。

## 経歴
慶北聞慶郡山北面出身。1930年京城法学専門学校卒。同年4月から1932年12月まで朝鮮日報の記者を務め、1933年10月から1940年の強制廃刊まで東亜日報の記者を務めた。1941年2月以降、『東亜日報』の伝統を引き継ぐと銘打ちした雑誌『春秋』の創刊を主導し、作家・発行人を務めたが、志願兵制度、侵略戦争や植民地政策を賛美する文章などを多数寄稿・掲載した。また、1941年末からは朝鮮春秋社理事、朝鮮臨戦報国団評議員なども務めた。解放後は新朝鮮報主幹、漢城日報編集者・発行人・編集局長、朝鮮建国準備委員会委員長、無所属の第2代国会議員を務めた。
朝鮮戦争の時、北朝鮮に拉致された。1956年7月以降は在北平和統一促進協議会常務委員を務めたが、1959年1月に粛清・監禁された。死後は平壌市龍城区域の在北人士の墓に埋葬され、韓国側により親日反民族行為者に認定された。